# Oklici pred poroko
Oklici pred poroko  (kratko oklici) so uradno naznanilo, da se dve osebi želita in nameravata poročiti. Oklici so običajni pred sklenitvijo zakramenta zakona v Rimskokatoliški Cerkvi in tudi v nekaterih drugih krščanskih Cerkvah. V nekaterih državah so potrebni javni oklici tudi pred sklenitvijo civilne poroke.
Tridentinski koncil je določil, da naj bi se ženina in nevesto pred poroko trikrat javno oklicalo v župnijah od koder sta doma. Oklici so sprva potekali ustno ob koncu nedeljske maše, pozneje pa se je uveljavila pisna oblika oklicev. Prav tako se je sčasoma uveljavilo tudi oklicevanje »enkrat za trikrat« (samo eno oklicevanje namesto treh).
Glavni namen oklicev je ugotavljanje zadržkov, zaradi katerih poroka ne bi bila dovoljena. Kdor pozna razlog, da oklicana zaročenca ne smeta skleniti zakonske zveze (po civilnem ali po cerkvenem pravu), mora to sporočiti župniku in preprečiti poroko.
Med zadržke za sklenitev zakona sodijo:
- Nezadostna starost
- Že obstoječa zakonska zveza
- Umor (prejšnjega) zakonca
- Nezmožnost spolne združitve
- Zakrament duhovniškega posvečenja ali redovna zaobljuba
- Ugrabitev ali pridrževanje (poroka pod prisilo)
- Krvno sorodstvo v ravni črti ali v stranski črti do vključno 4. kolena, svaštvo v ravni črti ali zakonito sorodstvo iz posvojitve

Oklici imajo tudi drugi (bolj pozitivni) namen: ob oklicih so župljani povabljeni, da bi molili za oba zaročenca in za njuno srečno zakonsko živjenje.